# Ruth Beckermann

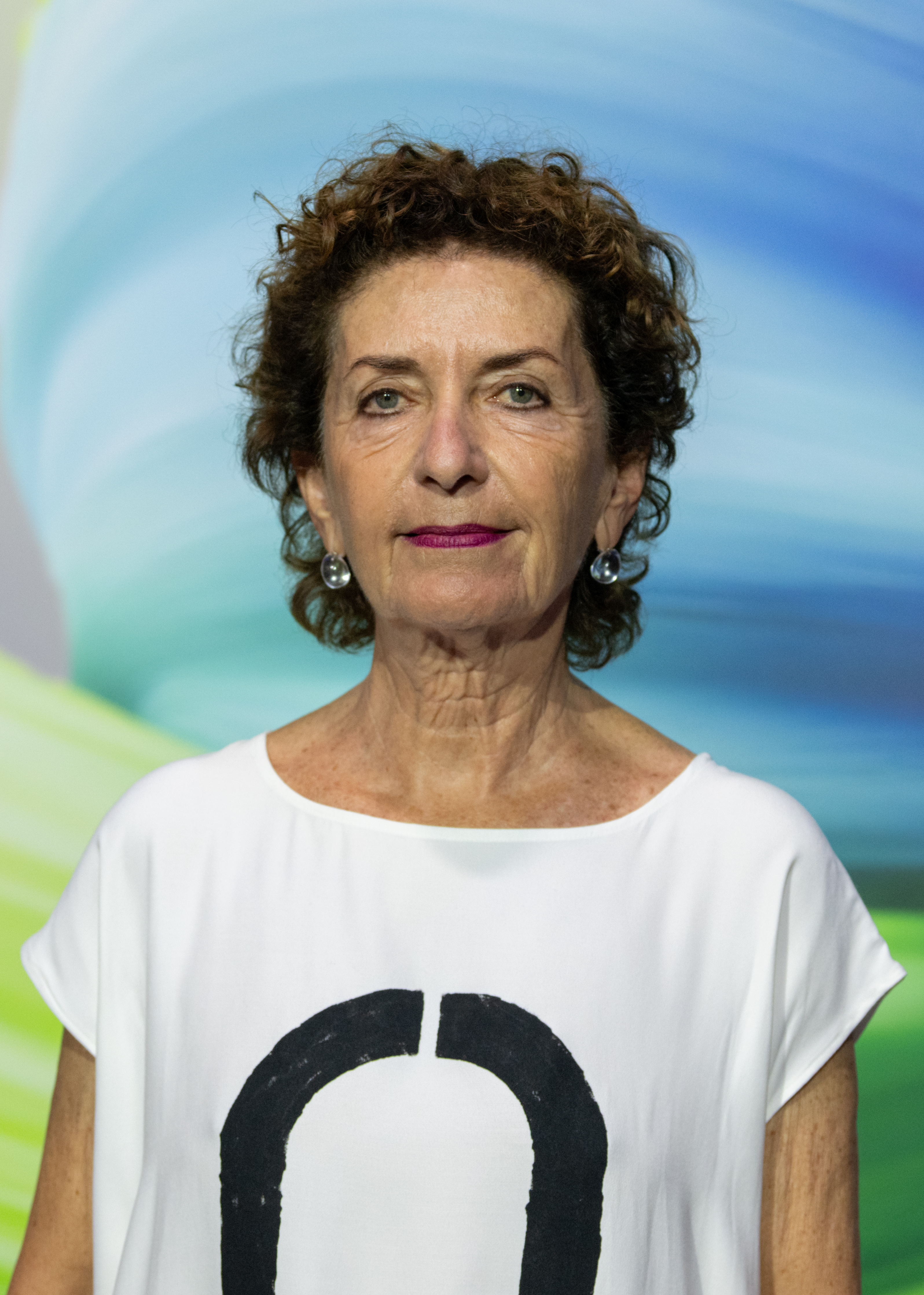
Ruth Beckermann (2025)

Ruth Beckermann (* 1952 in Wien) ist eine österreichische Dokumentarfilmerin und Autorin.

## Leben und Wirken
Beckermann studierte in Wien und Tel Aviv Publizistik und Kunstgeschichte und wurde 1977 zum Dr. phil. promoviert. In New York studierte sie Fotografie an der School of Visual Arts und arbeitete daneben als Redakteurin für die Magazine Die Weltwoche und Trend.
In Zusammenarbeit mit der Videogruppe Arena entstand 1977 ihr erster Film. Gedreht auf Video und 16-mm-Film dokumentiert Arena besetzt die Besetzung des ehemaligen Wiener Schlachthofes Arena. Im Folgejahr gründete sie mit zwei Kollegen den Filmverleih Filmladen, in dem sie sieben Jahre tätig war. 1978 und 1981 folgten mit Auf amoi a Streik und Der Hammer steht auf der Wiese da draußen zwei kurze Dokumentationen zum Thema Arbeit und Streik, gedreht auf 16-mm-Film. In dieser Zeit entstanden auch ihre ersten Bücher.
1983 setzte sie mit Wien retour den Startpunkt zu einer Filmtrilogie, in der sie sich auf den Spuren individueller und kollektiver Verbindungslinien quer durch verschiedene Kulturen mit jüdischer Identität beschäftigte. Die weiteren Filme der Reihe sind Die papierene Brücke (1987) und Nach Jerusalem (1990) in denen in unterschiedlichen Formen das Reisen, das Unterwegssein, formales Prinzip und Inhalt zugleich sind. In Jenseits des Krieges (1996) ließ sie ehemalige Wehrmacht-Soldaten über ihre Erlebnisse jenseits des „normalen“ Krieges berichten. Der Film trug nicht allein zur Zerstörung des Mythos von der „anständigen“ Wehrmacht bei (vgl. die Diskussionen zur Wehrmachtsausstellung ab 1995), sondern erhellte auch die Konstruktion von Geschichte in der Nachkriegszeit.
In Ein flüchtiger Zug nach dem Orient (1999) befasste Beckermann sich mit Elisabeth, Kaiserin von Österreich, als einer Frau, die den Platz im Korsett ihrer Gesellschaft nicht einnehmen wollte und einen Mythos zwischen märchenhafter Cinderella und depressiver Marionette der Monarchie entstehen ließ. Von Sommer 1999 bis Frühling 2000 unternahm sie anschließend eine „kleine Reisen vor die eigene Haustüre“ in Wien, filmte unter anderem den letzten jüdischen Händler im ehemaligen Textilviertel, einen iranischen Hotelier und im Café Salzgries mit dessen Stammgästen. homemad(e) erschien 2001 und dokumentiert auch den politischen und gesellschaftlichen Wandel, der mit der Regierungsbeteiligung der FPÖ in der Bundesregierung Schüssel I ab 1999 einherging.
Im Rahmen der Viennale '06 feierte Zorros Bar Mizwa Premiere, in dem sie vier Zwölfjährige auf dem Weg zu ihrer Bar Mizwa begleitete. Während des Dokumentarfilm-Festivals Cinéma du réel 2011 im Pariser Centre Georges-Pompidou präsentierte sie American Passages. 2016 lief Die Geträumten im Hauptprogramm der 66. Berlinale. Ein junger Mann (Laurence Rupp) und eine junge Frau (Anja Plaschg) lesen dabei aus den Liebesbriefen, die sich Ingeborg Bachmann und Paul Celan über fast 20 Jahre geschrieben haben. Bei der Diagonale 2016 wurde der Film als bester Spielfilm ausgezeichnet. Im selben Jahr widmete das Österreichische Filmmuseum dem Gesamtwerk Beckermanns eine Retrospektive.
Im Februar 2018 feierte Waldheims Walzer während der 68. Berlinale in der Forum-Reihe Premiere und wurde mit dem Glashütte-Original-Dokumentarfilmpreis als bester Dokumentarfilm ausgezeichnet. Der Film, bestehend aus historischen Aufnahmen aus der Zeit der Bundespräsidentenwahl in Österreich 1986 und von Beckermann selbst gedrehtem Material, ist eine Analyse „der Entlarvung des ehemaligen UN-Generalsekretärs Kurt Waldheim“ (siehe Waldheim-Affäre). Er befasst sich mit Lüge und Wahrheit in Gesellschaft und Politik, sogenannten „alternativen Fakten“, damit wie antisemitische sowie populistische Propaganda während eines Wahlkampfes letztlich erfolgreich angewandt wurden und zeigt die Mechanismen zur Mobilisierung hetzerischer Gefühle auf.
Für den Dokumentarfilm Favoriten (2024) begleitete Beckermann über einen Zeitraum von drei Jahren eine Klasse von sieben- bis zehnjährigen Kindern und ihre engagierte Lehrerin in einer großen Schule im Wiener Bezirk Favoriten; der Film bietet einen Einblick in den Unterricht und ermöglicht es den Zuschauern, die täglichen Abenteuer, Herausforderungen, Rückschläge und Erfolge der Kinder hautnah mitzuerleben.
Beckermann ist Mitbegründerin der Interessensgemeinschaft Österreichischer Dokumentarfilmer und war bis 2008 Obfrau derselben. Sie unterrichtete an der Universität Salzburg, der University of Illinois at Chicago und der Universität für angewandte Kunst Wien. Im Herbst 2007 erschienen ihre Filme gesammelt in einer DVD-Edition. Sie lebt und arbeitet als freie Autorin und Filmschaffende in Wien und Frankreich.
2019 erhielt sie eine Einladung zur Mitgliedschaft in der Academy of Motion Picture Arts and Sciences, die den Oscar verleiht.

## Filmografie

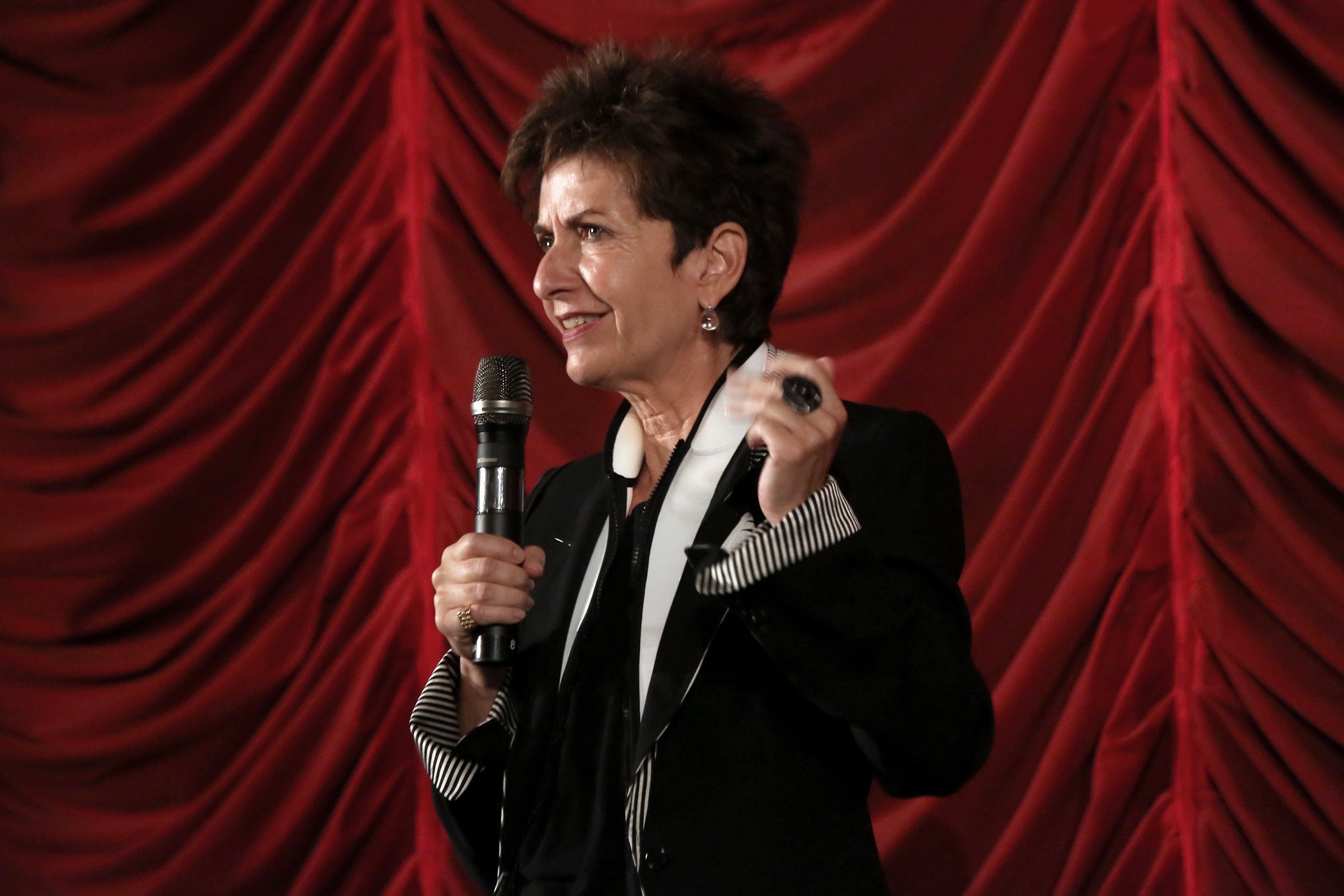
Ruth Beckermann bei der Premiere von Those Who Go Those Who Stay (Viennale 2013).

Bei folgenden Filmen führte Ruth Beckermann Regie, sofern nicht anders angegeben.
Video-/Kurzfilme
- 1977: Arena besetzt (Regie gemeinsam mit Josef Aichholzer und Franz Grafl; 75 min)
- 1978: Auf amol a Streik (mit Josef Aichholzer; 24 min)
- 1981: Der Hammer steht auf der Wiese da draußen (mit Josef Aichholzer, Michael Stejskal; 40 min)
- 1985: Der Igel (mit Studenten des History Workshop Salzburg; 37 min) mit Leni Egger, Resi Pesendorfer, Maria Plieseis
- 2003: europamemoria (Videoinstallation und DVD)
- 2006: Mozart Enigma (Beitrag zum Wiener Mozartjahr; 1 min)

Kinospiel- und -dokumentarfilme
- 1983: Wien retour (mit Josef Aichholzer; Dokumentarfilm, 91 min)
- 1987: Die papierene Brücke (Dokumentarfilm, 91 min)
- 1990: Nach Jerusalem (Dokumentarfilm, 84 min)
- 1996: Jenseits des Krieges (Dokumentarfilm, 112 min)
- 1999: Ein flüchtiger Zug nach dem Orient (mit Josef Aichholzer; Dokumentarfilm, 82 min)
- 2001: Homemad(e) (auch Drehbuch; Spielfilm, 85 min)
- 2006: Zorros Bar Mizwa (Dokumentarfilm, 90 min)
- 2011: American Passages (Dokumentarfilm, 121 min)
- 2013: Those Who Go Those Who Stay (Dokumentarfilm)
- 2016: Die Geträumten (engl. The Dreamed Ones, Experimentalfilm/Dokumentarfilm, 89 min)
- 2018: Waldheims Walzer (engl. The Waldheim Waltz, Dokumentarfilm, 93 min)
- 2022: Mutzenbacher (Film in dokumentarischer Form, 100 min)
- 2024: Favoriten (Dokumentarfilm, 118 min)
- 2025: Perla (Produktion)

## Bibliografie
Buchveröffentlichungen von Ruth Beckermann, geordnet nach Jahr der Erstveröffentlichung:
- Die Mazzesinsel – Juden in der Wiener Leopoldstadt 1918–38. Löcker Verlag, Wien 1984, ISBN 3-85409-068-4.
- Unzugehörig – Österreicher und Juden nach 1945. Löcker Verlag, Wien 1989, ISBN 3-85409-157-5.
- Ohne Untertitel – Fragmente einer Geschichte des österreichischen Kinos. Sonderzahl Verlag, Wien 1996, ISBN 3-85449-090-9 (Hrsg. gem. mit Christa Blümlinger).
- Jenseits des Krieges – Ehemalige Wehrmachtsoldaten erinnern sich. Döcker Verlag, Wien 1998, ISBN 3-85115-255-7.
- europamemoria – Erinnerungen Europas. Katalog zur Ausstellung. Czernin Verlag, Wien 2003, ISBN 3-7076-0169-2 (mit Stefan Grissemann).

Beiträge in anderen Publikationen:
- Erdbeeren in Czernowitz. In: Christoph Ransmayr (Hrsg.): Im blinden Winkel – Nachrichten aus Mitteleuropa. Wien 1985.
- Zur Identität der Wiener Juden nach 1945. In: Gerhard Botz, Ivar Oxaal, Michael Pollak (Hrsg.): Eine zerstörte Kultur – Jüdisches Leben und Antisemitismus in Wien seit dem 19. Jahrhundert. Buchloe 1990.
- La glorieuse resistance autrichienne et l'oublie des juifs. In: Austriaca Nr. 31, Rouen 12/1990 (französisch).
- Par-dessus les ponts. In: Autrement. Paris 1991 (französisch).
- Jean Amery and Austria. In: Dagmar Lorenz, Gabriele Weinberger: Insiders and Outsiders – Jewish and Gentile Culture in Germany and Austria. Wayne State University Press, Detroit 1994, ISBN 0-8143-2497-5 (englisch).
- Ausschluss und Einschluss – Zur Produktion von Eigenem und Fremdem in den Nachkriegsjahren. In: Wolfgang Kos, Georg Rigele (Hrsg.): Inventur 45/55 : Österreich im ersten Jahrzehnt der Zweiten Republik. Sonderzahl Verlag, Wien 1996, ISBN 3-85449-092-5.
- 1938: During the Austrian „Anschluß“ to the Third Reich Friedrich Torberg escapes from Prague, first to Zurich and then to Paris. Yale University Press, New Haven 1997, S. 551–557 (Übersetzung ins Englische).
- A l'Est de la guerre – Journal de tournage. In: Trafic, Revue de Cinéma Nr. 35, Paris 2000.
- Österreich spricht – Textcollage. In: Rubina Möhring (Hrsg.): Österreich allein zuhause – Politik, Medien und Justiz nach der politischen Wende. Frankfurt, London 2001, S. 193–206.
- Auf der Brücke. Rede zur Verleihung des Manès Sperber-Preises, in: The German Quarterly, vol. 74/1, Michigan State University (englisch).

## Auszeichnungen
- 1987: Österreichischer Würdigungspreis für Filmkunst[9]
- 2000: Manès-Sperber-Preis
- 2015: Österreichisches Ehrenkreuz für Wissenschaft und Kunst[10]
- 2024: Axel-Corti-Preis[11]

Filmpreise (Auswahl)

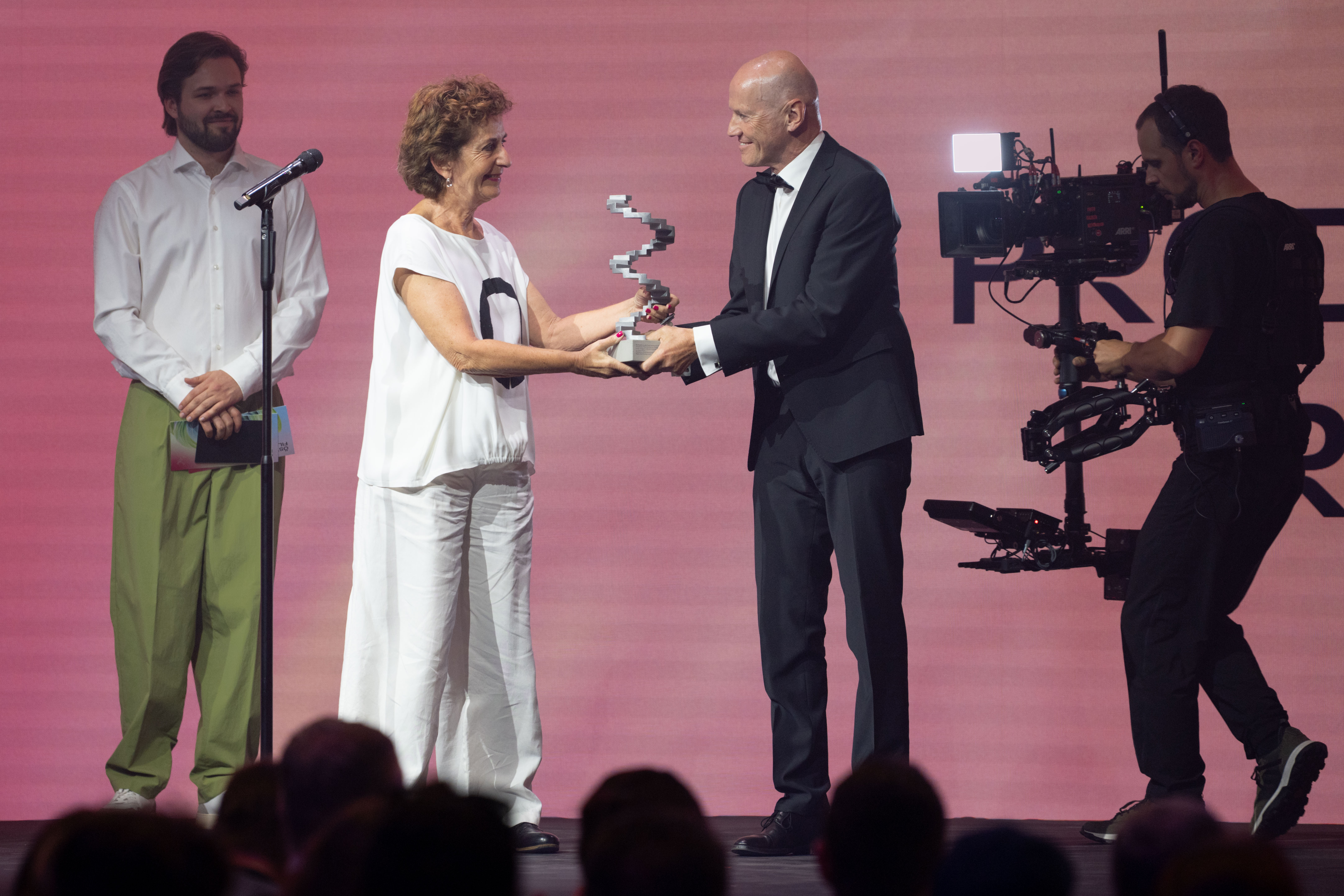
Österreichischer Filmpreis 2025 – Bester Dokumentarfilm

- 1984: Förderungspreis für Filmkunst des Österreichischen Bundeskanzleramts für Wien retour
- 1988: Würdigungspreis für Filmkunst des Österreichischen Bundeskanzleramts für Die papierene Brücke
- 1988: Alpinale Dokumentarfilmpreis für Die papierene Brücke
- 1996: Wiener Filmpreis, Viennale, für Jenseits des Krieges
- 1996: Grand Prix, Cinéma du réel (Paris) für Jenseits des Krieges
- 1996: Prix des bibliothèques de France für Jenseits des Krieges
- 2000: Manès-Sperber-Preis
- 2001: Booz, Allen & Hamilton-Preis, Diagonale (Graz) für homemad(e)
- 2016: SCAM International Award, Cinéma du Réel (Paris) für Die Geträumten
- 2016: Bildrausch Ring of Filmart, Bildrausch Filmfestival (Basel) für Die Geträumten
- 2016: Best Austrian Feature Film, Diagonale (Graz) für Die Geträumten
- 2016: First Prize – Concorso Internazionale, FilmMakerFest (Mailand) für Die Geträumten
- 2018: Glashütte-Original-Dokumentarfilmpreis, Berlinale für Waldheims Walzer
- 2019: Jury Prize/Atlanta Jewish Film Festival
- 2019: Österreichischer Filmpreis 2019 – Auszeichnung in der Kategorie Bester Dokumentarfilm für Waldheims Walzer[12]
- 2022: Berlinale Encounters – Bester Film für Mutzenbacher
- 2022: Spezial-Jury-Preis – Subversive Film Festival Zagreb
- 2022: Presse-Jury-Preis – Al Este International Film Festival Lima
- 2024: 62. Viennale: Spezialpreis der Jury für Favoriten [13]
- 2025: Österreichischer Filmpreis 2025 – Auszeichnung in der Kategorie Bester Dokumentarfilm für Favoriten[14]